# Козьяков, Егор Андреевич
Егор Андреевич Козьяков (1911—25.08.1971) — наводчик миномёта 170-го гвардейского Демблинско-Берлинского Краснознамённого ордена Суворова стрелкового полка (57-я гвардейская стрелковая Новобугская орденов Суворова и Богдана Хмельницкого дивизия, 4-й гвардейский стрелковый корпус, 8-я гвардейская армия, 1-й Белорусский фронт), гвардии младший сержант, участник Великой Отечественной войны, кавалер ордена Славы трёх степеней.

## Биография
Родился в 1911 году в селе Успенка ныне Ливенского района Орловской области в крестьянской семье. Русский. Образование начальное. Работал в домашнем хозяйстве, затем – разнорабочим в колхозе.
С 1941 года – в Красной Армии. В действующей армии – с июля 1942 года. Воевал на Сталинградском, Донском, Юго-Западном (с 20 октября 1943 года – 3-й Украинский) и 1-м Белорусском фронтах. Принимал участие в Сталинградской битве, Изюм-Барвенковской, Донбасской, Никопольско-Криворожской, Березнеговато-Снигиревской, Одесской, Люблин-Брестской, Варшавско-Познанской и Берлинской наступательных операциях.
В ходе наступления в районе села Наталовка (ныне Солонянский район Днепропетровской области, Украина) в ноябре 1943 года Е. А. Козьяков вместе с расчётом уничтожил пулемётную точку противника, мешавшую продвижению стрелкового подразделения. Приказом командира полка награждён медалью «За отвагу».
В последующих боях в районе хутора Веселый (ныне не существует, территория Томаковского района Днепропетровской области) в декабре 1943 года подразделения 170-го гвардейского стрелкового полка оказались в окружении. Заряжающий 120-мм миномёта 170-го гвардии стрелкового полка (57-я гвардии стрелковая дивизия, 8-я гвардейская армия, Юго-Западный фронт) гвардии рядовой Козьяков 5 декабря 1943 года, уничтожил свыше 10 гитлеровцев. Заменил выбывшего из строя наводчика и вместе с пехотой вырвался из кольца немецких войск. Командиром полка представлен к награждению орденом Красной Звезды.
Приказом командира 57-й гвардейской стрелковой дивизии от 20 декабря 1943 года гвардии красноармеец Козьяков Егор Андреевич награждён орденом Славы 3-й степени.
18 июля 1944 года дивизия перешла в наступление на люблинском направлении, прорвала оборону противника, форсировала реку Западный Буг, к концу июля вышла к реке Висла в районе населённого пункта Магнушев (ныне Козеницкий повят Мазовецкого воеводства, Польша) и 1 августа форсировали реку, захватив плацдарм. В боях по расширению плацдарма наводчик миномёта гвардии красноармеец Е. А. Козьяков 17-20 и 25 августа 1944 года вёл точный огонь по огневым точкам и скоплениям пехоты противника, обеспечив успешное продвижение наших стрелковых подразделений. Огнём миномёта был подавлен огонь 2 пулемётных точек и уничтожено до 20 немецких солдат. Приказом командира полка Е. А. Козьяков был награждён второй медалью «За отвагу».
В период Варшавско-Познанской наступательной операции 57-я гвардейская стрелковая дивизия прошла с боями более 400 километров, вышла к реке Одер южнее города Кюстрин (ныне Костшин-над-Одрой, Гожувский повят, Любушское воеводство, Польша), форсировала реку по льду и захватила плацдарм. 29 февраля 1945 года наводчик 120-мм миномёта гвардии младший сержант Козьяков в бою южнее города Киц (Германия) на левом берегу реки Одер подавил 2 пулемёта и уничтожил свыше 10 солдат противника. При расширении плацдарма на реке Одер своим огнём нанёс врагу существенный урон в живой силе.
Приказом командующего 8-й гвардейской армией от 26 марта 1945 года гвардии младший сержант Козьяков Егор Андреевич награждён орденом Славы 2-й степени.
В ходе Берлинской наступательной операции 24 апреля 1945 года в районе предместья Берлина Бонсдорф Е. А. Козьяков выполнял обязанности ездового. При доставке боеприпасов на батарею он был ранен, но продолжал выполнять боевую задачу. В ходе отражения контратаки противника на батарею из личного оружия уничтожил до 10 немецких солдат.
Указом Президиума Верховного Совета СССР от 15 мая 1946 года за образцовое выполнение боевых заданий командования в боях с немецко-фашистскими захватчиками на завершающем этапе Великой Отечественной войны гвардии младший сержант Козьяков Егор Андреевич награждён орденом Славы 1-й степени.
В сентябре 1945 года демобилизован. Вернулся в родное село Успенское в Ливенском районе Орловская область. Работал в колхозе.
Умер 25 августа 1971 года. Похоронен в Ливенский район.

## Награды
- Полный кавалер ордена Славы:
  - орден Славы I степени (15.05.1946)[4];
  - орден Славы II степени (26.03.1945)[5];
  - орден Славы III степени (20.12.1943)[6];
- медали, в том числе:
  - «За отвагу» (23.11.1943)[7];
  - «За отвагу» (04.09.1944)[8];
  - «За боевые заслуги» (12.07.1943)[9];
  - «За оборону Сталинграда» (1.5.1944)[10];
  - «В ознаменование 100-летия со дня рождения Владимира Ильича Ленина» (6 апреля 1970)
  - «За победу над Германией в Великой Отечественной войне 1941—1945 гг.» (9 мая 1945[11])
  - «За взятие Берлина» (9.5.1945);
  - «За освобождение Варшавы» (9.6.1945)
  - «20 лет Победы в Великой Отечественной войне 1941—1945 гг.» (7 мая 1965[12])
  - «50 лет Вооружённых Сил СССР» (26 декабря 1967[13])
- Знак «25 лет победы в Великой Отечественной войне» (1970)

## Память
- На могиле установлен надгробный памятник
- Его имя увековечено в Главном Храме Вооружённых сил России, и навсегда запечатлено на мемориале «Дорога памяти» [14].
- В городе Ливны увековечен на Аллее Героев[15].